# Terria
Terria – solowy album studyjny kanadyjskiego muzyka Devina Townsenda. Wydawnictwo ukazało się 27 sierpnia 2001 roku nakładem wytwórni muzycznej HevyDevy Records. Townsenda w nagraniach wsparli perkusista Gene Hoglan, basista Craig McFarland oraz klawiszowiec Jamie Meyer.

## Lista utworów
Opracowano na podstawie materiału źródłowego.
| Nr  | Tytuł utworu                                    | Słowa          | Muzyka         | Długość |
| --- | ----------------------------------------------- | -------------- | -------------- | ------- |
| 1.  | „Olives”                                        | Devin Townsend | Devin Townsend | 3:21    |
| 2.  | „Mountain”                                      | Devin Townsend | Devin Townsend | 6:32    |
| 3.  | „Earth Day”                                     | Devin Townsend | Devin Townsend | 9:35    |
| 4.  | „Deep Peace”                                    | Devin Townsend | Devin Townsend | 7:34    |
| 5.  | „Canada”                                        | Devin Townsend | Devin Townsend | 6:53    |
| 6.  | „Down and Under” (utwór instrumentalny)         |                | Devin Townsend | 3:43    |
| 7.  | „The Fluke”                                     | Devin Townsend | Devin Townsend | 7:16    |
| 8.  | „Nobody's Here”                                 | Devin Townsend | Devin Townsend | 6:54    |
| 9.  | „Tiny Tears”                                    | Devin Townsend | Devin Townsend | 9:12    |
| 10. | „Stagnant”                                      | Devin Townsend | Devin Townsend | 5:25    |
| 11. | „Humble” (ukryta ścieżka, utwór instrumentalny) |                | Devin Townsend | 5:30    |
|     |                                                 |                |                | 1:11:55 |

| Bonus CD 2 | Bonus CD 2                                            | Bonus CD 2 |
| Nr         | Tytuł utworu                                          | Długość    |
| ---------- | ----------------------------------------------------- | ---------- |
| 1.         | „Universal”                                           | 5:55       |
| 2.         | „Audio Commentary From Devin On The Making Of Terria” | 23:22      |
| 3.         | „Seventh Wave” (Live In Tokyo 1999)                   | 6:39       |
| 4.         | „Regulator” (Live in Tokyo 1999)                      | 5:08       |
| 5.         | „Truth” (Live in Tokyo 1999)                          | 4:25       |
| 6.         | „War” (Live in Tokyo 1999)                            | 5:27       |
| 7.         | „Hide Nowhere” (Live in Tokyo 1999)                   | 4:55       |
| 8.         | „Bad Devil” (Live in Tokyo 1999)                      | 4:26       |
| 9.         | „Christine” (Live in Tokyo 1999)                      | 3:35       |
|            |                                                       | 1:03:52    |

## Twórcy
Opracowano na podstawie materiału źródłowego.
| - Devin Townsend – wokal prowadzący, gitara, instrumenty klawiszowe, produkcja muzyczna, inżynieria dźwięku, miksowanie - Gene Hoglan – perkusja, instrumenty perkusyjne - Craig McFarland – bezprogowa gitara basowa - Jamie Meyer – instrumenty klawiszowe, inżynieria dźwięku | - Shaun Thingvold – inżynieria dźwięku, miksowanie - Travis Smith – okładka, oprawa graficzna - Gloria Frasier – zdjęcia - Scott Ternan, Lee Preston – inżynieria dźwięku |

## Listy sprzedaży
| Lista  | Kraj    | Pozycja |
| ------ | ------- | ------- |
| SNEP   | Francja | 125     |
| Oricon | Japonia | 81      |